# Přilba z Vézeronce

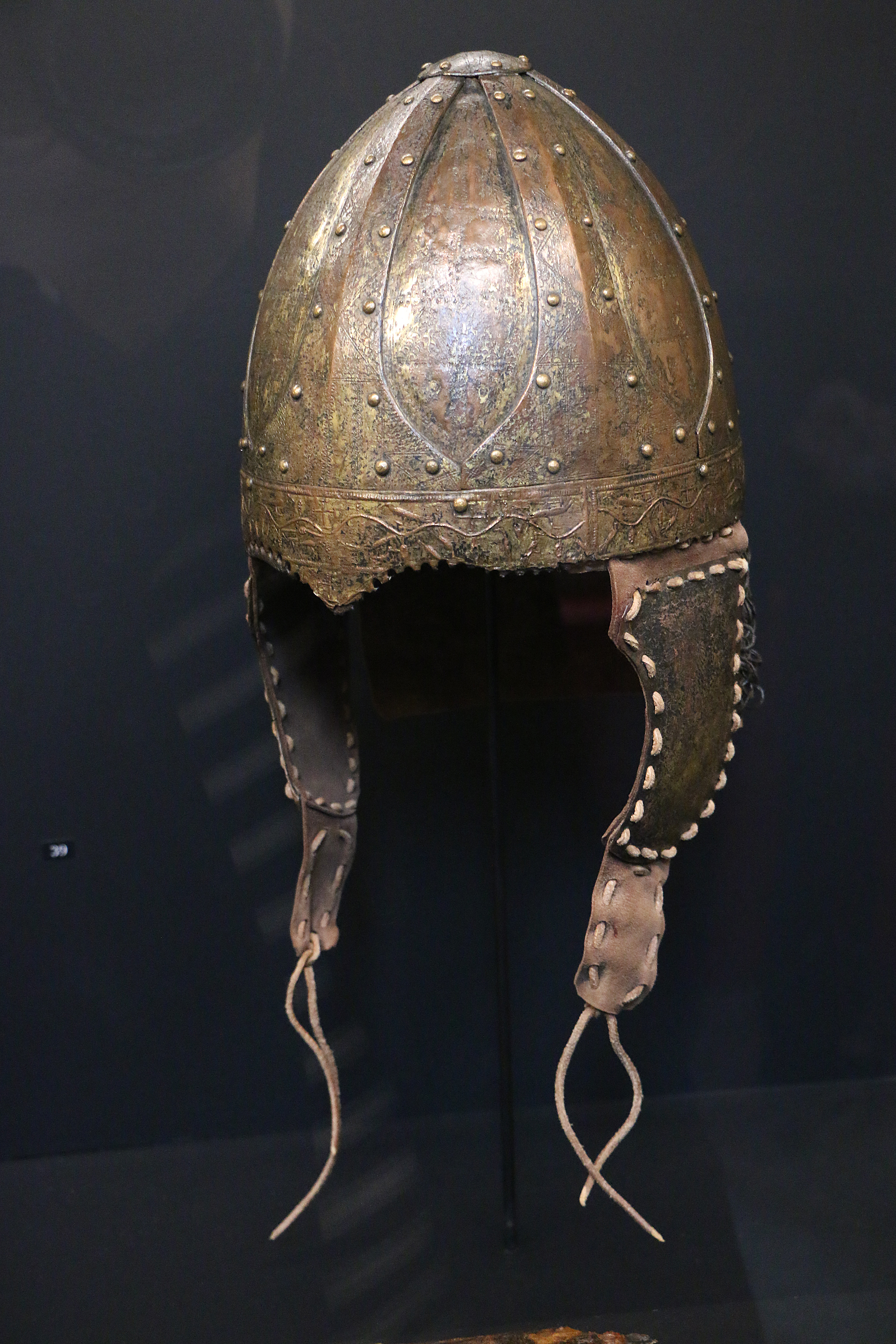
Přilba z Vézeronce vystavená v roce 2017 v Paříži, na výstavě Musée de Cluny Les temps mérovingiens.

Přilba z Vézeronce, také nazývaná Chlodomerská přilba je franská bojová přilba z 6. století, vyrobená ze železa pokrytého zlacenou mědí. Byla objevená v roce 1870 na místě zvaném Les Rippes de Pillardin ve městě Vézeronce-Curtin v Isère. Pochází z knížecí hrobky pravděpodobně vztyčené po bitvě u Vézeronce v roce 524, během níž se střetli Frankové s Burgundy a v niž byl zabit franský král Chlodomer, syn krále Chlodvíka I.
Tato vzácná přilba je v držení města Grenoble a v současnosti je vystavena v Musée de l'Ancien Évêché v Grenoblu. Díky své výjimečné kvalitě byla tato helma připisována samotnému Chlodomerovi, ale to je pouhá domněnka.

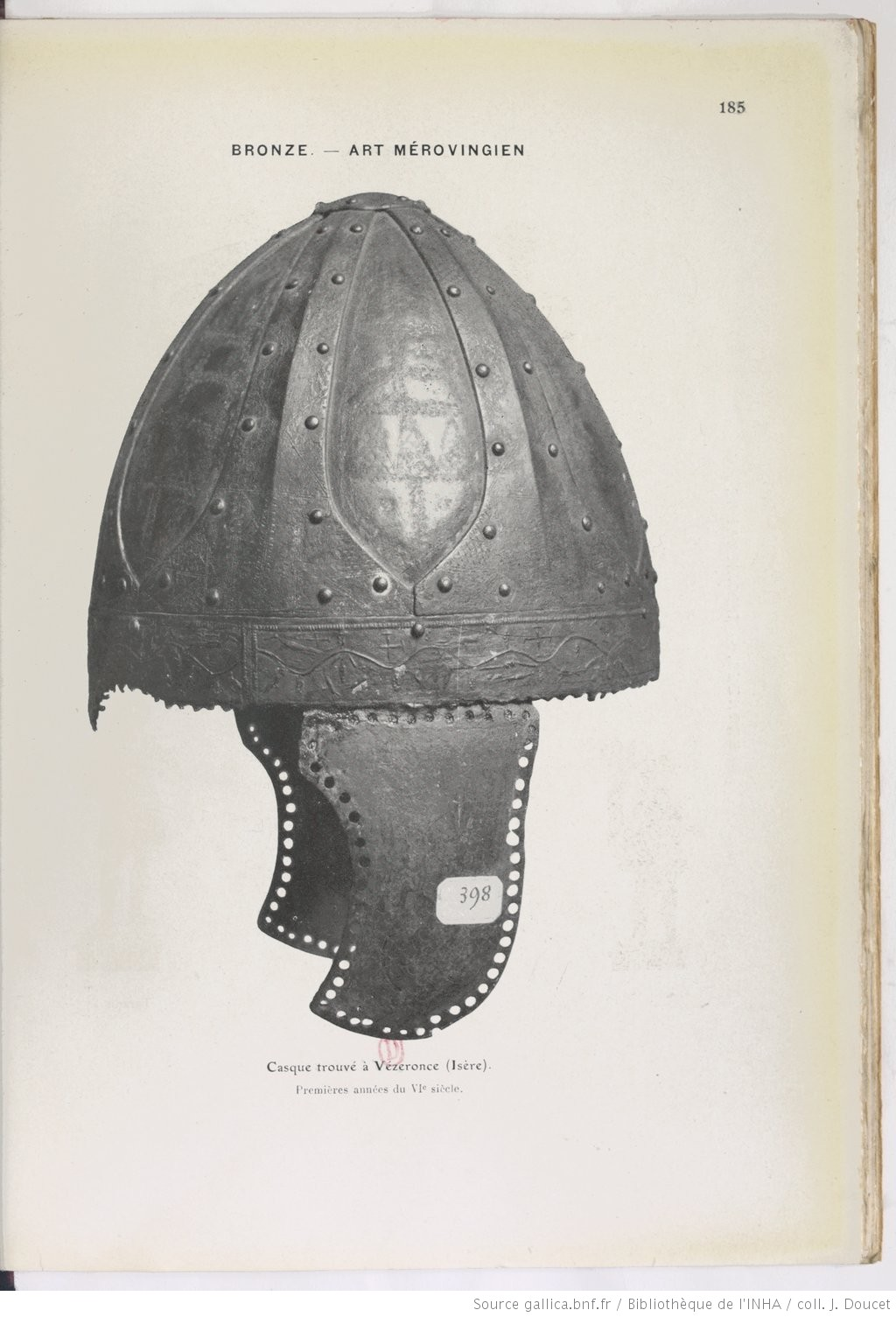
Nákres přilby zveřejněný v roce 1909.
Erb Vézeronce-Curtin zobrazující přilbu.